# Gunnar Sjögren
Gunnar Sjögren, 17 oktober 1900 i Sundsvall, död 7 juli 1979 i Stockholm var en svensk idrottsman (medeldistanslöpare). Han tävlade för IF Linnéa.
Sjögren vann SM på 1500 m år 1927.